# ريكاردو ريو
ريكاردو ريو (بالبرتغالية: Ricardo Rio‏) هو اقتصادي وسياسي برتغالي، ولد في 1 نوفمبر 1972 في البرتغال. حزبياً، نشط في الحزب الديمقراطي الاجتماعي (البرتغال).
1. 1 2  . ص. 10 https://web.archive.org/web/20090504184232/http://www.psd.pt/archive/doc/Povo_Livre_29_de_Junho.pdf. {{استشهاد ويب}}: |url= بحاجة لعنوان (مساعدة) والوسيط |title= غير موجود أو فارغ (من ويكي بيانات) (مساعدة)